# Tanner McEvoy
Tanner McEvoy (Hillsdale, 26 gennaio 1993) è un giocatore di football americano statunitense che milita nel ruolo di wide receiver per i Tampa Bay Vipers della X Football League (XFL).

## Carriera professionistica
Al college, McEvoy giocò a football con i Wisconsin Badgers dal 2013 al 2015. Dopo non essere stato nel draft NFL 2016 firmò con i Seattle Seahawks. Fece registrare la prima ricezione da professionista su un passaggio da 42 yard in touchdown nella vittoria sui New York Jets per 27-17 nel quarto turno. Nel pareggio contro gli Arizona Cardinals il 23 ottobre bloccò un punt. La settimana seguente completò il primo passaggio in carriera da 43 yard per l'altro rookie C.J. Prosise. Nel 14º turno segnò il suo secondo e ultimo TD stagionale contro i Green Bay Packers, chiudendo la sua prima stagione con 9 ricezioni per 140 yard in 14 presenze.
Nella sua seconda stagione, dopo la partenza di Jermaine Kearse per i New York Jets, McEvoy divenne il quarto wide receiver nelle gerarchie della squadra dietro a Doug Baldwin, Paul Richardson e Tyler Lockett. La sua annata si chiuse con 5 ricezioni per 115 yard, con un massimo di 32 yard ricevute nella settimana 12 contro i San Francisco 49ers.